# Cuda Jezusa
Cuda Jezusa – nadprzyrodzone czyny Jezusa Chrystusa, których według chrześcijan miał dokonać w okresie swojej działalności w Ziemi Świętej, jak to zostało opisane w Ewangeliach. Opisy cudów stanowią jedną trzecią materiału literackiego Ewangelii.
Ewangelista Jan napisał, iż tylko część cudów dokonanych przez Chrystusa została opisana w Ewangeliach. Teologia chrześcijańska zamyka je w czterech kategoriach: uzdrowienia fizyczne, egzorcyzmy (uwolnienia opętanych osób od złych duchów), wskrzeszenia umarłych i cuda nad naturą fizyczną.
W Ewangeliach synoptycznych, tzn. u Mateusza, Marka i Łukasza, Jezus odrzuca żądanie Żydów, by cudem poświadczył autorytet z którym naucza. Doktryna chrześcijańska upatruje w Jezusowych cudach wypełnienia się proroctw Starego Testamentu odnośnie do przymiotów Mesjasza Pańskiego. W 35 rozdziale Księgi Izajasza zostało zapowiedziane, że w czasach mesjańskich niewidomi będą odzyskiwali wzrok, głusi słuch, niemi mowę, chorzy zdrowie. U Jana zostało podkreślonych siedem znaków, które stanowią szkielet mesjańskiej działalności: od cudownej przemiany wody w wino na godach w Kanie Galilejskiej, aż po wskrzeszenie przyjaciela Łazarza w Betanii w Judei (rozdziały 1,19−12,50).
Niektórzy badacze chrześcijańscy prezentują argumenty za historycznością cudów. Bibliści chrześcijańscy w większości uznają autentyczność przynajmniej części cudów. Są również badacze, którzy uznają perykopy o cudach za historie figuratywne, ukrywające tajemnicze sensy, nie zaś opisy realnych wydarzeń.
Z punktu widzenia religioznawczego historyczność cudów Jezusa nie jest podstawowym zagadnieniem badań, ponieważ taumaturgowie znani są w innych religiach (np.: Budda i Mahomet – choć sami sobie tej władzy nie przypisywali, Apoloniusz z Tiany). Religioznawcza analiza cudów prowadzona jest przede wszystkim ze względu na ich cele i metody.

## Tło historyczno–kulturowe
W czasach Chrystusa powszechnie wierzono w możliwość dokonania znaków, w cuda. Bogowie i półbogowie, jak Herkules, Asklepios (grecki lekarz, który stał się bogiem), czy Izyda w Egipcie uzdrawiali, według wierzeń, z przeróżnych chorób, a nawet zachowywali od śmierci. Utrzymywano również, iż śmiertelni, ale sławni, czy też szczególnie uzdolnieni mogą czynić cuda. Istniały np. mity o filozofach, jak Pitagoras czy Empedokles, którzy uspokajali sztormy czy zapobiegali zarazom. Witano ich jak bogów. Żydzi wierzyli, że prorok Eliasz uzdrawiał z trądu i przywracał do życia. Echa tych wierzeń znajdują swoje odbicie w Starym Testamencie. W I w. czyny Apoloniusza z Tiany były tak sławne i tak przypominały niektóre z tych dokonanych przez Jezusa, iż oponenci Ojców Kościoła z III w. opisywali je i używali jako argumentów przeciwko oryginalności i boskiej naturze Chrystusa. Jednym ze znanych odpierających ich argumenty był Euzebiusz z Cezarei.
Ewangelie bazowały na tle hellenistycznym i żydowskim I w. Pojęcia cudownego czynu czy cudu w jakimś stopniu odnoszą się do środowiska powstania pism kanonicznych. Wywodzące się z filozofii greckiej pojęcie cudu, jako czynu wykraczającego poza prawa natury, jest jednak obce tradycji Biblijnej, jak zresztą samo pojęcie praw natury. Bóg był uważany za pana przyrody i w jego woli, a nie stałych prawach, widziano źródło regularności zjawisk. Stąd też grecki termin τέρας oznaczający cud jest użyty w ewangeliach jedynie trzykrotnie w liczbie mnogiej (τέρατα) oznaczając czyn, potwierdzający czyjąś moc i władzę – jednokrotnie w odniesieniu do Jezusa (J 4,48), dwukrotnie w odniesieniu do fałszywych mesjaszy (Mt 24,24; Mk 13,22). Częściej użyte są terminy δυνάμεις (czyn płynący z mocy) oraz σημεῖον (znak).

## Rodzaje i motywy
Cuda Chrystusa można w uproszczony sposób podzielić, jak to czyni np. w książce The Miracles of Jesus H. Van der Loos, na dwie podstawowe kategorie: te które dotyczyły ludzi – „uzdrowienia”, także „uwolnienia” od złego ducha (np. uzdrowienie niewidomego Bartymeusza) oraz te które dotyczyły panowania nad naturą (np. Jezusowe kroczenie po wodzie). Uzdrowienia dzielą się na: uzdrowienia z choroby, uwolnienia od złego ducha i wskrzeszenia umarłych. Wśród tych znaków czymś szczególnym i niepowtarzalnym pod każdym względem jeśli chodzi o opisywane w Ewangeliach cuda, było Przemienienie na Górze Tabor. Cud ten dotyczył niejako Jezusa samego. „Cudem cudów” było zaś Zmartwychwstanie Chrystusa i związany z nim cały szereg objawień się pierwszym uczniom.
Co charakterystyczne, jeśli chodzi o cudowne uzdrowienia dokonywane przez Jezusa, nigdy nie zażądał on za nie jakiejś odpłaty czy wynagrodzenia. W Ewangelii Mateusza Jezus uprzedza uczniów, by uzdrawiali chorych nie oczekując niczego w zamian. Zostaje to podkreślone w Mt 10,8: „Darmo otrzymaliście, darmo dawajcie!”.

## Znaczenie teologiczne
Cuda Jezusa są w ewangeliach poświadczeniem jego posłannictwa i znakiem nadchodzącego Królestwa Bożego. Tradycja o cudotwórczej działalności Jezusa była częścią pierwotnego kerygmatu (Dz 2,22; 10,37n); zdaniem M. Karrera wzmianki o cudach Jezusa zawarto w hipotetycznym źródle Q. Relacje o cudach Jezusa przekazują wszystkie ewangelie, przy czym przekaz teologiczny każdej z nich ma swoje cechy indywidualne. W Ewangelii Marka cuda stanowią przede wszystkim dowód Bożego Synostwa Jezusa, a opisy cudów wkomponowane są w schemat tajemnicy mesjańskiej (Jezus zabrania rozgłaszania, że jest Mesjaszem). Egzorcystyczne praktyki Jezusa są ukazane jako element walki z szatanem i mocami zła. W Ewangelii Mateusza cuda są dowodem miłosierdzia Jezusa, przy czym miłosierdzie odgrywa tu też rolę motywującą. W Ewangelii Łukasza cuda poświadczają zbawcze posłannictwo Jezusa; zostaje też podkreślone, że nieodłącznym elementem cudu jest wiara. W Ewangelii Jana cuda ukazują chwałę Jezusa (J 2,11) i mają prowadzić do wiary, że jest on Mesjaszem i Synem Bożym (J 20,31).

## Synoptyczna tabela cudów Jezusa
Ewangelie zawierają opisy 37 cudów oraz zmartwychwstania i objawień po zmartwychwstaniu. Niektóre z cudów opisuje tylko Jan Ewangelista, inne znane są tylko tradycji synoptycznej:
| L.P. | Cud/znak                                      | Mateusz     | Marek       | Łukasz      | Jan       |
| ---- | --------------------------------------------- | ----------- | ----------- | ----------- | --------- |
| 1    | Zamiana wody w wino                           | –           | –           | –           | J 2,1-11  |
| 2    | Uzdrowienie opętanego w synagodze w Kafarnaum | –           | Mk 1,21-28  | Łk 4,31-37  | –         |
| 3    | Obfity połów                                  | –           | –           | Łk 5,1-11   | –         |
| 4    | Wskrzeszenie młodzieńca z Nain                | –           | –           | Łk 7,11-17  | –         |
| 5    | Uzdrowienie trędowatego                       | Mt 8,1-4    | Mk 1,40-45  | Łk 5,12-16  | –         |
| 6    | Uzdrowienie sługi setnika                     | Mt 8,5-13   | –           | Łk 7,1-10   | J 4,46-54 |
| 7    | Uzdrowienie teściowej Piotra                  | Mt 8,14-17  | Mk 1,29-34  | Łk 4,38-41  | –         |
| 8    | Egzorcyzmy o zachodzie słońca                 | Mt 8,16-17  | Mk 1,32-34  | Łk 4,40-41  | –         |
| 9    | Uciszenie burzy                               | Mt 8,23-27  | Mk 4,35-41  | Łk 8,22-25  | –         |
| 10   | Dwaj opętani w kraju Gadareńczyków            | Mt 8,28-34  | Mk 5,1-20   | Łk 8,26-39  | –         |
| 11   | Uzdrowienie paralityka w Kafarnaum            | Mt 9,1-8    | Mk 2,1-12   | Łk 5,17-26  | –         |
| 12   | Córka Jaira                                   | Mt 9,18-26  | Mk 5,35-43  | Łk 8,49-56  | –         |
| 13   | Kobieta cierpiąca na krwotok                  | Mt 9,20-22  | Mk 5,25-34  | Łk 8,43-48  | –         |
| 14   | Uzdrowienie dwóch niewidomych                 | Mt 9,27-31  | –           | –           | –         |
| 15   | Uzdrowienie opętanego niemowy                 | Mt 9,32-34  | –           | Łk 11,14-15 | –         |
| 16   | Uzdrowienie chromego nad sadzawką             | –           | –           | –           | J 5,1-18  |
| 17   | Człowiek z uschłą ręką                        | Mt 12,9-13  | Mk 3,1-6    | Łk 6,6-11   | –         |
| 18   | Niewidomy i niemy opętany                     | Mt 12,22-28 | Mk 3,20-30  | Łk 11,14-23 | –         |
| 19   | Uzdrowienie kobiety w szabat                  | –           | –           | Łk 13,10-17 | –         |
| 20   | Pierwsze rozmnożenie chleba                   | Mt 14,13-21 | Mk 6,31-34  | Łk 9,10-17  | J 6,5-15  |
| 21   | Jezus chodzi po jeziorze                      | Mt 14,22-33 | Mk 6,45-52  | –           | J 6,16-21 |
| 22   | Uzdrowienia w Genezaret                       | Mt 14,34-36 | Mk 6,53-56  | –           | –         |
| 23   | Córka kobiety kananejskiej                    | Mt 15,21-28 | Mk 7,24-30  | –           | –         |
| 24   | Uzdrowienie głuchoniemego w Dekapolis         | –           | Mk 7,31-37  | –           | –         |
| 25   | Drugie rozmnożenie chleba                     | Mt 15,32-39 | Mk 8,1-9    | –           | –         |
| 26   | Uzdrowienie niewidomego w Betsaidzie          | –           | Mk 8,22-26  | –           | –         |
| 27   | Przemienienie Pańskie                         | Mt 17,1-13  | Mk 9,2-13   | Łk 9,28-36  | –         |
| 28   | Opętany chłopiec (uzdrowienie epileptyka)     | Mt 17,14-21 | Mk 9,14-29  | Łk 9,37-49  | –         |
| 29   | Moneta w pyszczku ryby                        | Mt 17,24-27 | –           | –           | –         |
| 30   | Człowiek chory na puchlinę wodną              | –           | –           | Łk 14,1-6   | –         |
| 31   | Dziesięciu trędowatych                        | –           | –           | Łk 17,11-19 | –         |
| 32   | Uzdrowienie niewidomego od urodzenia          | –           | –           | –           | J 9,1-12  |
| 33   | Niewidomi pod Jerychem                        | Mt 20,29-34 | Mk 10,46-52 | Łk 18,35-43 | –         |
| 34   | Wskrzeszenie Łazarza                          | –           | –           | –           | J 11,1-44 |
| 35   | Nieurodzajne drzewo figowe                    | Mt 21,18-22 | Mk 11,12-14 | –           | –         |
| 36   | Uzdrowienie uciętego ucha                     | –           | –           | Łk 22,49-51 | –         |
| 37   | Cudowny połów 153 ryb                         | –           | –           | –           | J 21,1-14 |

## Cuda w apokryfach
Również księgi apokryficzne zawierają opisy szeregu cudów Jezusa:
| Cud/znak                                   | Źródło                      |
| ------------------------------------------ | --------------------------- |
| Wskrzeszenie bogatego młodzieńca           | Tajemna Ewangelia Marka 1   |
| Ujarzmienie i oczyszczenie wody            | Dzieciństwo Pana 2,2        |
| Zrobienie ptaszków z gliny i ożywienie ich | Dzieciństwo Pana 2,3        |
| Wskrzeszenie chłopca Zenona                | Dzieciństwo Pana 9          |
| Uzdrowienie stopy drwala                   | Dzieciństwo Pana 10         |
| Utrzymanie wody w płaszczu                 | Dzieciństwo Pana 11         |
| Cudowny zasiew                             | Dzieciństwo Pana 12         |
| Naciągnięcie kawałka drewna                | Dzieciństwo Pana 13         |
| Wskrzeszenie nauczyciela                   | Dzieciństwo Pana 14-15      |
| Uzdrowienie ukąszonego Jakuba              | Dzieciństwo Pana 16         |
| Wskrzeszenie dziecka                       | Dzieciństwo Pana 17         |
| Wskrzeszenie człowieka                     | Dzieciństwo Pana 18         |
| Cudowne narodziny z Dziewicy               | Protoewangelia Jakuba 19-20 |

## Cuda Jezusa w judaizmie
Literatura judaistyczna potwierdza cudotwórczą działalność Jezusa; twierdzi się w niej, że Jezus został skazany na śmierć, ponieważ czynił czary.
Według Talmudu Jezus został zabity w wigilię Paschy, ponieważ „czynił czary i zwodził Izraela” (Sanhedrin 43a). Cudotwórczą działalność Jezusa potwierdza Józef Flawiusz (Antiquitates 18, 3.3). Świadectwa te są o tyle ważne, że pochodzą od przeciwników Jezusa. Talmud twierdzi również, że gdy przyjdzie prawdziwy mesjasz, to nie dokona żadnego cudu poza wybawieniem Izraela.